# 中央マショナランド州
中央マショナランド州（ちゅうおうマショナランドしゅう、Mashonaland Central Province）は、ジンバブエの州。ジンバブエ北部に位置し、北をモザンビークと接する。面積28,347km²、人口998,265人（2002年）。ジンバブエの総人口の8.5%がこの州に住む。州都はビンドゥラ。

## 歴史
2002年から2003年にかけての雨季には他のジンバブエ諸州と同じく洪水が起き、大きな被害を受けた。

## 住民
州名のとおり、ショナ人が多く住む。

## 下位行政区画
中央マショナランド州は、ビンドゥラ、センテナリー、グルヴェ、マウント・ダーウィン、ルシンガ、シャンバ、マゾウェの7地方からなる。